# Северо-Атлантический авиационный музей
Северо-Атлантический авиационный музей (англ. North Atlantic Aviation Museum) — музей авиационный техники, расположенный в городе Гандер, штат Ньюфаундленд и Лабрадор.

## Музей
Ассоциация по созданию музея была образована в 1985 году, а сам музей был открыт для посещения в 1996 году. Музей имеет 4 сектора:
- Строительство международного аэропорта Гандер и участие Гандера во Второй мировой войне;
- История международных трансатлантических гражданских перелетов;
- История Eastern Provincial Airways и международных рейсов из стран Восточного блока, Советского Союза и Кубы;
- Роль аэропорта Гандер 11 сентября 2001 года, когда он в течение нескольких часов сразу после терактов, когда все воздушное пространство Северной Америки было закрыто, принял 38 трансатлантических рейсов из более чем 200[2].

В музее находятся как самолеты, так и другие экспонаты, например, работающий двигатель Rolls-Royce Merlin, Link Trainer и старейший известный ртутный барометр в Ньюфаундленде.

## Экспонаты

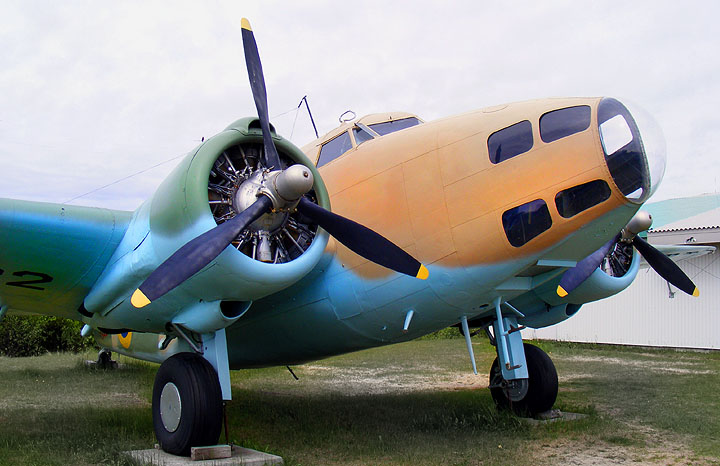
Локхид «Хадсон»
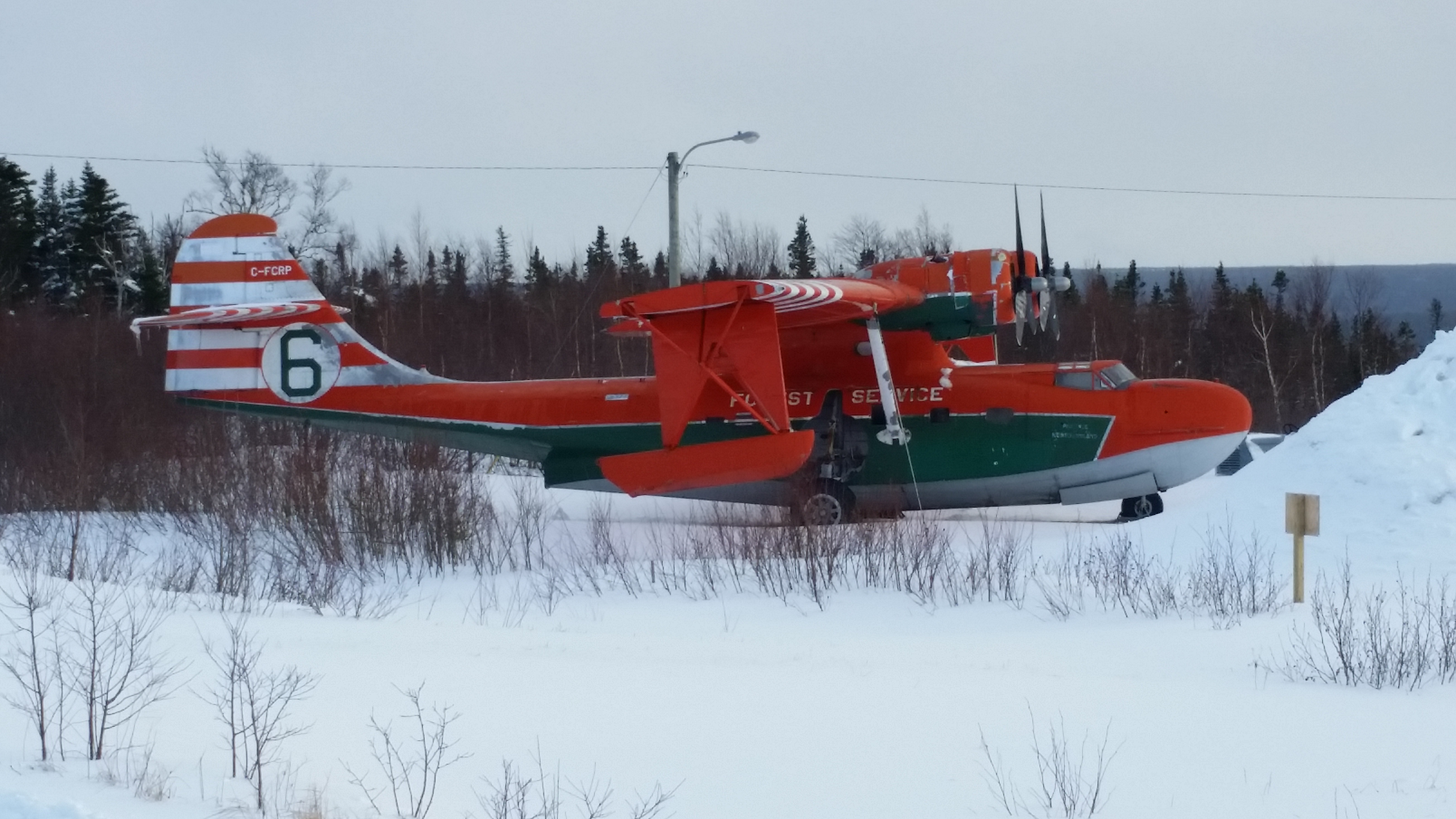
PBY «Catalina», принадлежащий Канадской Лесной Службе[англ.]
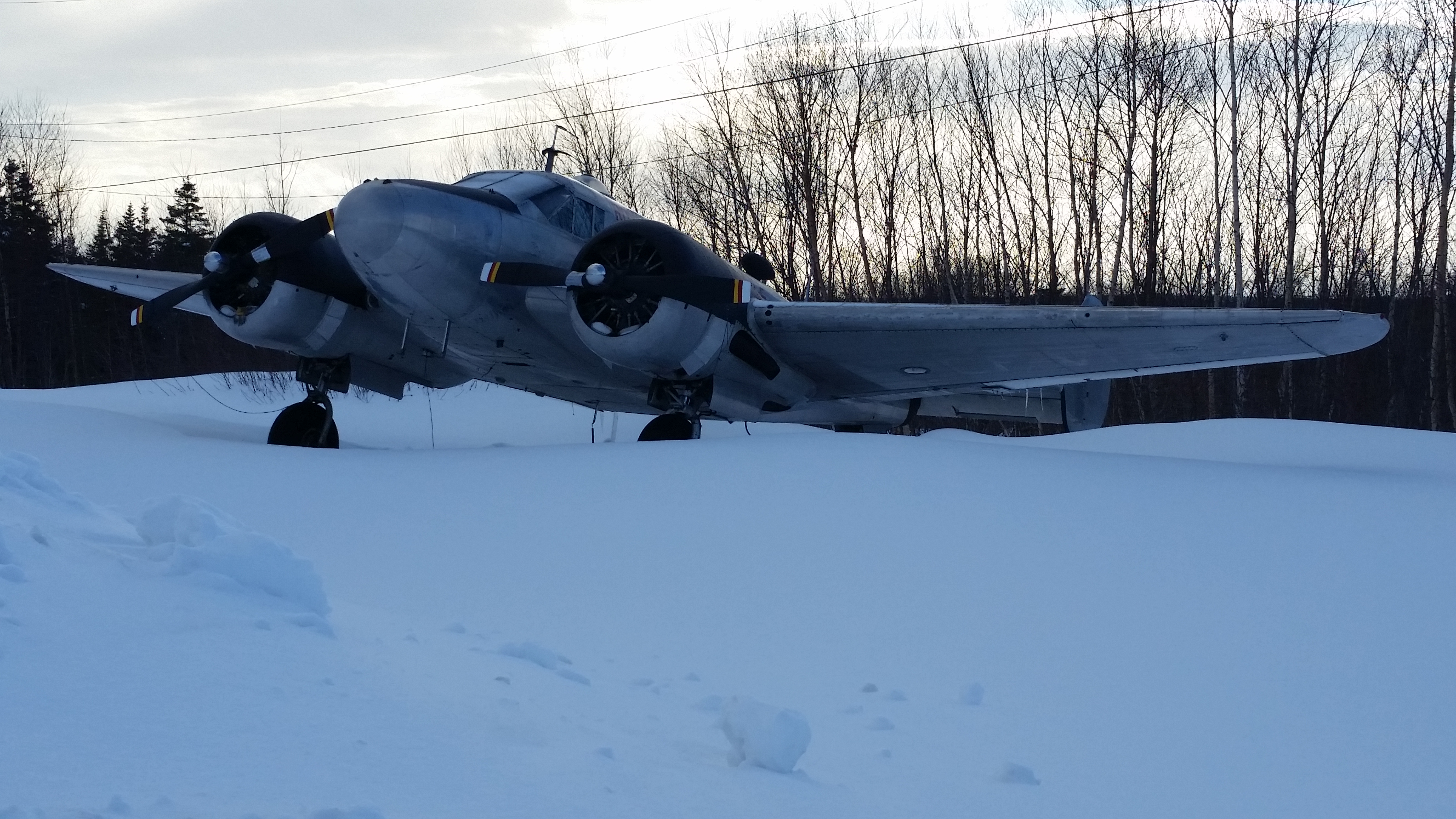
Beechcraft Model 18
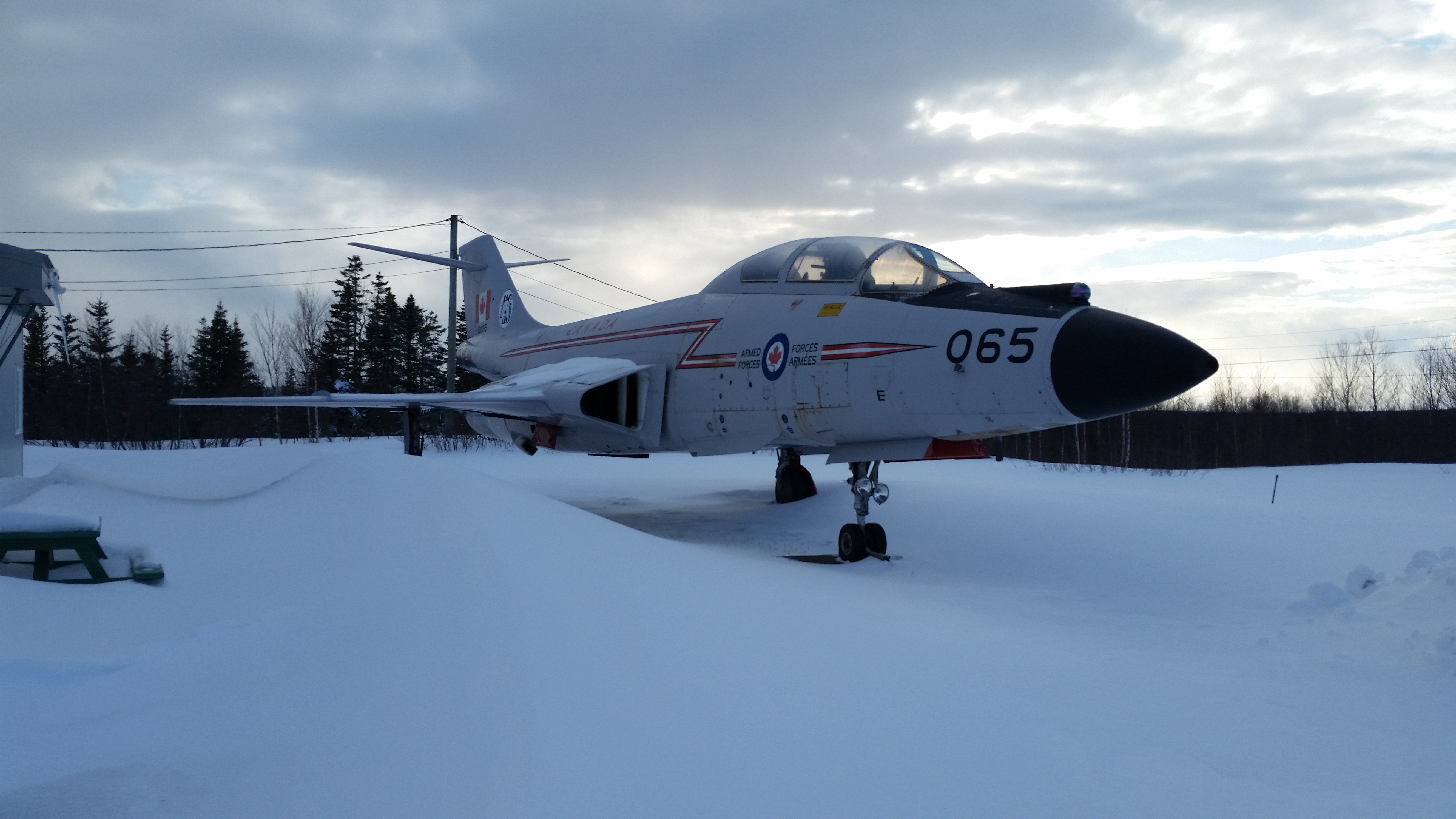
McDonnell F-101 Voodoo